# Корнеев, Александр Владимирович
Александр Владимирович Корнеев (11 сентября 1980 года, Москва) — российский волейболист, доигровщик, бронзовый призёр Игр XXIX Олимпиады в Пекине, заслуженный мастер спорта России.

## Биография
Александр Корнеев родился в Москве в волейбольной семье. Его мать, Наталья Васильевна Корнеева (Жалнина), выступала за столичное «Динамо», в составе которого становилась обладательницей Кубка СССР (1982) и чемпионкой страны (1983); отец, Владимир Иванович, за годы выступлений в подмосковном «Динамо» неоднократно становился призёром национальных первенств, впоследствии был игроком и тренером московского «Спартака». Александр Корнеев — выпускник московской СДЮСШОР № 65, первый тренер спортсмена — Олег Николаевич Кузеленков.
Профессиональная карьера Александра Корнеева началась в нижневартовском «Самотлоре», в 1998 году он переехал в Белгород, но определяющим в его карьере стал переход в московский «Луч» в 2002-м. В молодой команде, дебютировавшей в том году Суперлиге, Александр получил полноценную игровую практику, немало поспособствовал успешному выступлению команды Павла Борща в чемпионате страны (5-е место) и стал одним из кандидатов в сборную России.
В первой сборной России Корнеев дебютировал 4 июня 2005 года в матче Евролиги Эстония — Россия (2:3), но вследствие не всегда стабильной игры и традиционно сильной конкуренции среди доигровщиков не смог сразу закрепиться в её составе. В 2006-м, при Зоране Гаиче, Корнеев играл на Мировой лиге и чемпионате мира, с 2007-го, уже при Владимире Алекно, участвовал во всех турнирах, кроме московского чемпионата Европы и был включён в состав олимпийской сборной на Игры в Пекине. В общей сложности Александр Корнеев провёл 54 матча за сборную России, набрал 275 очков.
Послеолимпийский сезон Александр Корнеев провёл в казанском «Зените», в составе которого стал чемпионом России. Летом 2009 года он подписал контракт с новосибирским «Локомотивом», в сезоне-2010/11 играл в московском «Динамо», после чего перешёл в уфимский «Урал». В 2012 году завершил карьеру из-за травмы.

## Достижения

### В сборной России
- Бронзовый призёр Игр XXIX Олимпиады (2008).
- Серебряный призёр Мировой лиги (2007), бронзовый призёр Мировой лиги (2006, 2008).
- Серебряный призёр Кубка мира (2007).
- Чемпион Европы среди молодёжных команд (1998).

### В клубной карьере
- 5-кратный чемпион России (1999/00, 2001/02, 2005/06, 2007/08, 2008/09), серебряный призёр чемпионатов России (1998/99, 2003/04, 2006/07, 2010/11).
- Обладатель Кубка России (2006), финалист Кубка России (2003, 2007, 2009, 2010).
- Бронзовый призёр Лиги чемпионов (2006/07, 2010/11).
- Финалист Кубка Европейской конфедерации волейбола (2001/02).

### Индивидуальные
- Лучший нападающий «Финала четырёх» Кубка России (2008).
- Участник Матча звёзд России (2005).

## Семья
Дочь Алина (род. 2007) — профессиональная теннисистка, чемпионка юниорского Australian Open 2023 года. Сын Артём (род. 2002) — волейболист, связующий клуба МГТУ.